# Moloko
Moloko var en brittisk popduo, bildad i Sheffield, England 1995, bestående av sångaren Róisín Murphy och Mark Brydon. De slog igenom år 2000 med singeln "Sing It Back" och hade även en hit med "The Time Is Now". Under 2003 hade Moloko en hit med "Familiar Feeling". Senare samma år splittrades Moloko.

## Diskografi
Studioalbum
- Do You Like My Tight Sweater? (1995)
- I Am Not a Doctor (1998)
- Things to Make and Do (2000)
- Statues (2003)

Samlingsalbum
- All Back to the Mine (2001)
- The Music Of Moloko 1995 - 2005 (2005)
- Catalogue (2006)

Singlar (i urval)
- "Fun for Me" (1996)
- "Sing It Back" (1999)
- "Time Is Now" (2000)
- "Indigo" (2000)
- "Familiar Feeling" (2003)
- "Forever More" (2003)

Övrigt
- Pro-Moloko Only. Album Sampler (1998)
- All Back To The Mine (2001) (remixalbum)